# 로드만스가탄역
로드만스가탄(스웨덴어: Rådmansgatan) 역은 바사스탄 지구에 있는 스톡홀름 지하철 그뢰나 선의 역이다. 로드만스가탄과 렌스가탄 사이에 있는 스베아베겐에 역이 있다. 1952년 10월 26일 개업하였다. 스톡홀름 지하철의 역 중 길 이름을 따서 지어진 유일한 역이다.
지하 8m에 승강장이 있으며, 노란 타일로 벽을 마감하였다. 스베아베겐 가 상에 두 개의 출입구가 있고, 역 내 집표기들은 두 곳으로 나뉘어 설치되어 있다. 역 내에는 스투레 V. 닐손(Sture V Nilsson)이 그린 아우구스트 스트린드베리를 주제로 한 미술품이 전시되어 있다. 1일 평균 이용객은 23200명이다.

## 사진

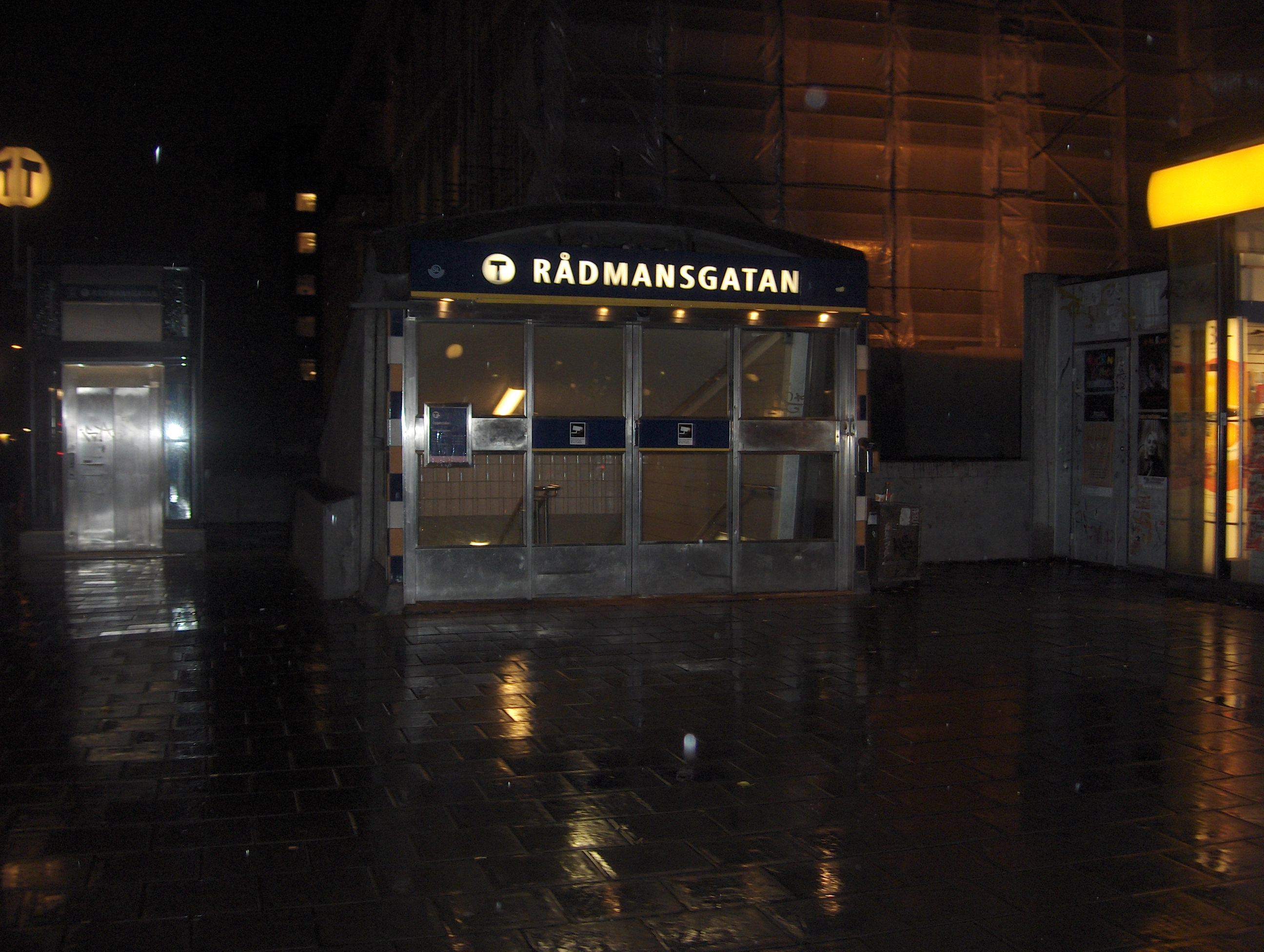
출입구
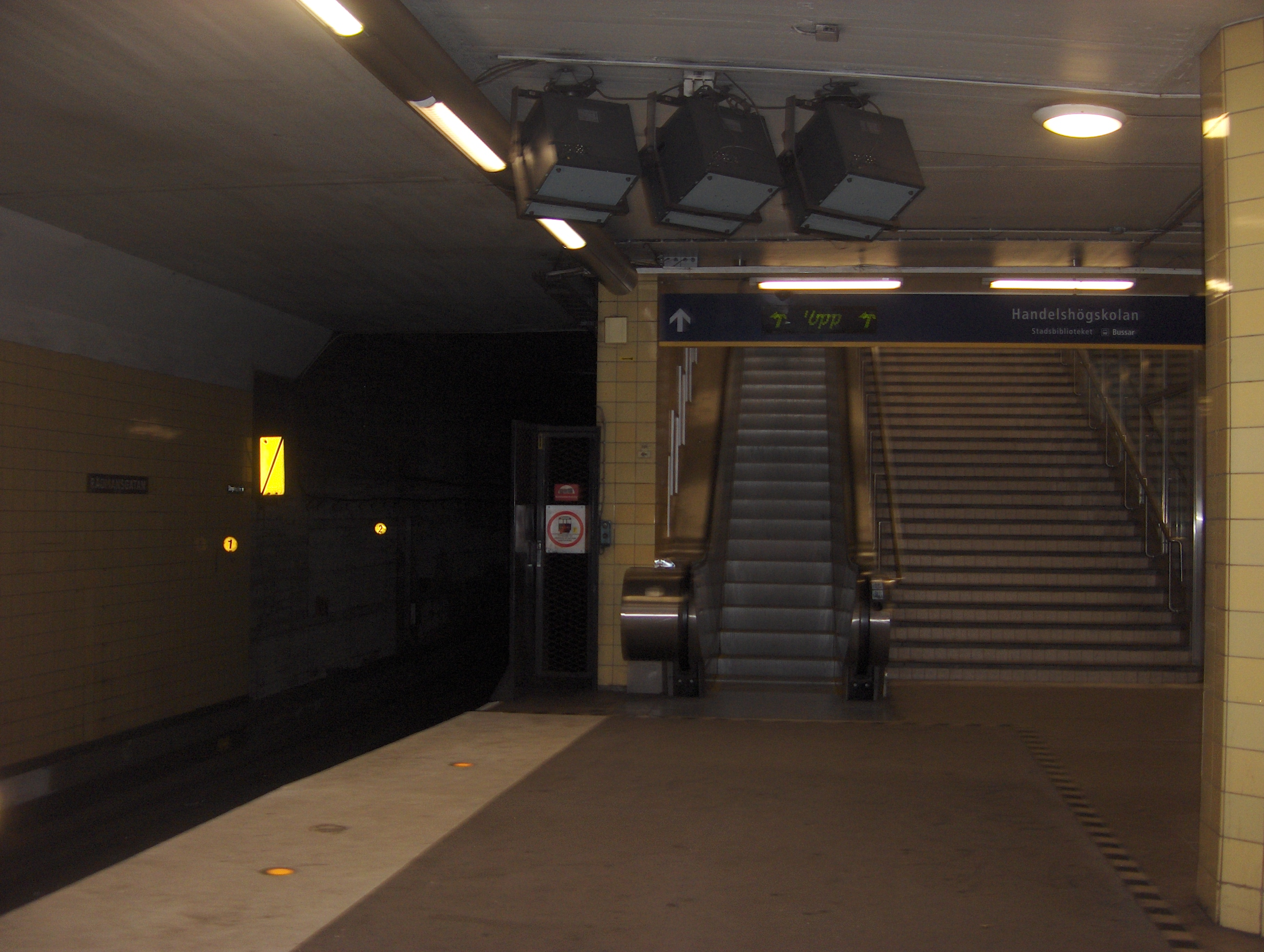
지상으로 올라가는 계단

## 참조
1. ↑  Anna Blomquist (2010년 6월 18일). “Fakta om SL och länet år 2009” (PDF). Storstockholms Lokaltrafik. 2012년 6월 8일에 원본 문서 (pdf)에서 보존된 문서. 2012년 6월 8일에 확인함.

## 인접한 역
| 그뢰나 선                     | 그뢰나 선       | 그뢰나 선                                                 |
| ----------------------------- | --------------- | --------------------------------------------------------- |
| 오덴플란 헤셀뷔 스트란드 방면 | T17 · T18 · T19 | 회토리예트 스카르프넥 · 파르스타 스트란드 · 학세트라 방면 |